# Steve Sisolak
Stephen F. Sisolak, född 26 december 1953 i Milwaukee, Wisconsin är en amerikansk affärsman och demokratisk politiker. Han var guvernör i Nevada mellan 2019 och 2023.  
Den 6 november 2018 besegrade Sisolak republikanen Adam Laxalt i guvernörsvalet. Sisolak är den första demokraten som tjänstgör i Nevada som guvernör sedan Bob Miller år 1999. Han ställde upp för omval år 2022 och förlorade mot republikanen Joe Lombardo. 

## Biografi
Sisolak är son till Mary och hon arbetade på en närbutik och han är son till Edward F. Sisolak, som var en projektingenjör. Han är av tjeckisk härkomst.
Sisolak avlade en kandidatexamen i företagsekonomi från University of Wisconsin-Milwaukee år 1974 och en MBA från University of Nevada, Las Vegas år 1978.

## Guvernör i Nevada
Den 6 november 2018 vann Sisolak guvernörsvalet år 2019 med  49,4 procent av rösterna till republikanen Adam Laxalts som fick 45,3 procent. Sisolak blev den första demokratiska guvernören vald sedan 1994. 

## Privatliv
Sisolak gifte sig i slutet av 1980-talet och hade två döttrar med sin maka Lori "Dallas" Garland, men de skilde sig senare. Mindre än en vecka efter att ha vunnit guvernörsvalet i Nevada, meddelade Sisolak sin förlovning till Kathy Ong. Den 28 december 2018 gifte sig Sisolak med Ong.